# Уэйкфилд — 241-я улица (линия Уайт-Плейнс-роуд, Ай-ар-ти)
|   |   |   |   |   |   |
| · | · | · | · | · | · |

|   |   |   |   |   |   |
| · | · | · | · | · | · |

«Уэйкфилд — 241-я улица» (англ. Wakefield–241st Street) — станция Нью-Йоркского метрополитена, расположенная на линии Уайт-Плейнс-роуд, Ай-ар-ти.  На станции останавливается маршрут 2 (круглосуточно). Станция является северной конечной для него. Оба пути заканчиваются тупиками: поезд приходит на любой из путей и отправляется обратно. Она представлена одной островной платформой, обслуживающей два пути, и двумя закрытыми боковыми платформами.
Станция была открыта 31 декабря 1920 года, на эстакаде. Обе платформы имеют бежевые ветровые стекла и красные с зелёным контуром навесы, рамы и опорные колонны в центре. Обозначения станции в стандартной чёрной табличке с белыми буквами. Южнее станции отходят пути в депо 239th Street Yard, и образуется ныне редко используемый экспресс-путь.